# Stone Soupercomputer
Lo Stone Soupercomputer è un cluster Beowulf costruito nel laboratorio Statunitense Oak Ridge National Laboratory nel 1997.  Il laboratorio inizialmente aveva fatto richiesta di fondi per la costruzione di un grande cluster ma dopo il rifiuto dei fondi decise di costruire comunque un cluster di computer riciclando i personal computer dismessi perché giudicati troppo lenti per i normali compiti. Il nome deriva da un racconto dove un viandante riuscì a realizzare una zuppa utilizzando una pietra (stone in inglese) e la collaborazione di alcuni abitanti di un villaggio. Il racconto esalta l'ingegnosità e la collaborazione.
Il cluster divenne famoso per via di un articolo pubblicato su Scientific American nel 2001. Molte applicazioni vennero sviluppate per questo cluster e lo stesso cluster fu utilizzato come esempio per realizzare sistemi più veloci. Il cluster non è più operativo da molto tempo dato che è stato sostituito da cluster più veloci.